# Autréville-Saint-Lambert
Autréville-Saint-Lambert è un comune francese di 53 abitanti situato nel dipartimento della Mosa nella regione del Grand Est.

## Società

### Evoluzione demografica
Abitanti censiti